# Арашенда
Арашенда (груз. არაშენდა) — село в Грузії.
За даними перепису населення 2014 року в селі проживає 226 осіб.